# 默特尔·克莱尔·巴舍尔德
默特尔·克莱尔·巴舍尔德（英語：Myrtle Claire Bachelder，1908年3月13日—1997年5月22日）美国化学家，陆军妇女队军官，曾秘密工作于曼哈顿计划从事原子弹研发，在金属化学技术上亦有贡献。
巴舍尔德早年供职于美国陆军妇女队，后加入洛斯阿拉莫斯国家实验室从事核武器开发，直接服务于曼哈顿计划。她所开创的实验方法对项目制作原子弹颇具重要性。二战结束后，巴舍尔德转入芝加哥大学从事金属化学方向的研究，在稀有元素提纯等方面均有所贡献。自研究所退休后，她曾出任出任美国退休人员协会的官员。

## 早期经历
1908年3月13日，默特尔·巴舍尔德出生在马萨诸塞州的奥兰治。1930年毕业于米德尔伯里学院，获得理学士学位，随后在马萨诸塞州南哈德利一所高中担任科学老师和体育教练。教书的同时，她在波士顿大学继续进修教育学，并在1939年获得硕士学位。

## 二战期间
1942年11月，正值第二次世界大战，巴舍尔德在其位于斯普林菲尔德总部加入了美国陆军妇女队。她先后在美国多地接受军事训练，随后被分配至陆军妇女队在美国陆军工程兵团的分遣队，直接参與曼哈顿计划。她收到秘密指令，带领15到20位陆军妇女队成员，从驻扎地愛荷華州出发，经俄克拉荷马州锡尔堡到达新墨西哥州首府聖塔菲。1943年10月21日，巴舍尔德一行最终驻扎在洛斯阿拉莫斯。
曼哈顿计划旨在开发核武器，项目在位于沙漠地带的洛斯阿拉莫斯国家实验室秘密进行。巴舍尔德负责对鈾的同位素进行光谱分析，其中只有鈾-235是可裂变物质。巴舍尔德的任务因而十分关键：她必须保证原子弹中核物质的纯度，这样核爆炸才能产生。

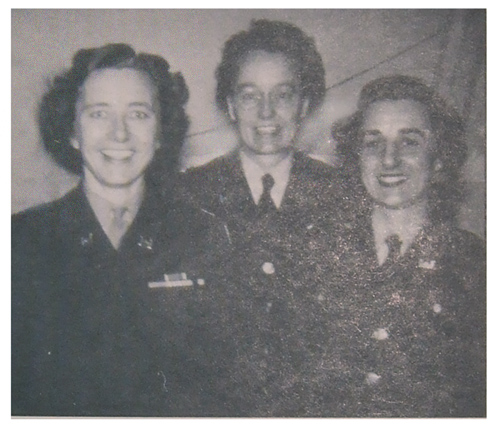
1946年巴舍尔德（居中）在洛斯阿拉莫斯，两侧是另两位分遣队的军官。

这些试验方法在钚-239的制备中也有用到，类似的方法也运用于铀弹“小男孩”的制造中，而1945年7月“三一试验”中的原子弹和投于长崎市的“胖子原子弹”，更是使用了钚制作内部核心。曼哈顿计划在罗伯特·奥本海默的指导下进行，巴舍尔德曾这样评价他：
“一个永远拿着笔和纸的人”，他沉浸在物理理论之中，也对洛斯阿拉莫斯实验室的设备赞叹不已。巴舍尔德记得，奥本海默曾站在她的实验室那台最重要、最昂贵的仪器前随便乱拍按钮……他问道：“这个是干什么的？”然后他又去拍另一个按钮……要不是有人劝止他，恐怕他就会毁了那台设备。

## 在核能方面的贡献
二战结束，原子弹的研发告于段落，与此同时，民用核能蓬勃发展。1945年10月，监管核技术研究的暂定委员会提交了梅-约翰逊法案（May-Johnson Bill），该法案允许军人参与和部分控制核研究。这一提议遭到了巴舍尔德在内的多位核专家的反对；法案最终没能在国会通过，取而代之的是1946年原子能法案。1947年1月，新成立的美国原子能委员会解密了此前270份秘密档案，包括X射线和铀矿提炼的技术文件，而这些发现正是巴舍尔德在战时做出的。作为一位女性，巴舍尔德罕见地取得了重大的科学成就，她的贡献也在此时得到了认可。

## 科研和后期经历

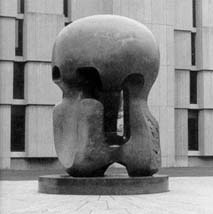
位于芝加哥大学的雕塑《核能》（Nuclear Energy），为纪念曼哈顿计划创作

退伍后，巴舍尔德加入芝加哥大学从事化学研究。曼哈顿计划初期，诺贝尔奖得主詹姆斯·弗兰克曾担任“冶金实验室”化学部主任（Director of the Chemistry Division），这所位于芝加哥大学的实验室曾是核研究的重镇，早在1942年就首次实现了自持链式核反应。巴舍尔德加入的正是芝加哥大学金属学研究所（Institute for the Study of Metals，1967年更名为詹姆斯·弗兰克研究所）。在这里她继续在金属化学方面的研究。
这一时期，巴舍尔德取得了诸多成就。她进一步发展了稀有元素碲和铟的提纯法。她的研究兴趣甚至延伸到了海洋考古学，比如她曾测定出爱琴海沉船中黄铜炮的化学组成。她在天体化学上也有贡献，美国航空航天局便曾邀请她分析阿波罗计划自1969年至1972年间从月球表面上收集来的岩石。
1973年，巴舍尔德从詹姆斯·弗兰克研究所退休，随后出任美国退休人员协会的官员。1997年5月22日，巴舍尔德在芝加哥逝世。

## 思想
巴舍尔德认为参与核武开发，以及美国随后向日本投放核弹，都是符合道义的，因为后者终止了二战，特别是使美军免于登陆日本本土，陷入与日军更惨烈的战斗中，防止了伤亡扩大。战略武器限制谈判期间，巴舍尔德虽支持控制核武，但也曾发表如下言论：
核武反对者应该把40年代的核武建设放在当时的历史语境中看：「你不能把核武研发抽离出那个时代，放在如今80年代的背景下审视，然后判断它是否正当。」